# Patch Adams (film)
Patch Adams – amerykańska tragikomedia z 1998 roku na podstawie książki Gesundheit: Good Health Is a Laughing Matter Patcha Adamsa i Maureen Mylander.

## Główne role
- Robin Williams – Hunter 'Patch' Adams
- Daniel London – Truman Schiff
- Monica Potter – Corinne Fisher
- Philip Seymour Hoffman – Mitch Roman
- Bob Gunton – Dean Walcott
- Josef Sommer – dr Eaton
- Dot-Marie Jones – panna Meat

## Nagrody i nominacje
- Oscary za rok 1998: Najlepsza muzyka w komedii/musicalu – Marc Shaiman (nominacja)